# Как преуспеть в рекламе
«Как преуспеть в рекламе» (англ. How to Get Ahead in Advertising) — британский комедийный фильм режиссёра и сценариста Брюса Робинсона.

## Сюжет
Дэнис Бэгли — преуспевающий работник рекламного агентства может продать всё, что угодно, кроме средства от прыщей, рекламу к которому он никак не может придумать. Находясь на грани нервного срыва, он увольняется из рекламного агентства. На следующий же день огромный фурункул вырастает у него на шее. Через несколько дней фурункул обретает очертания человеческой головы и начинает разговаривать с Дэнисом. Но разговаривающего фурункула слышит только он, и окружающие его считают что ему надо сходить к психиатру. Психиатр открывает повязку и Дэнис видит почти сформировавшееся лицо похожее на себя (психиатр лица не видит). Дэнис теряет сознание и приходит в себя в больнице, где его готовят к операции по удалению фурункула. Однако, выясняется, что фурункул овладел контролем над телом и в какой-то момент на его месте возникает новая голова, а голова самого Дэниса превращается в фурункул, который на следующее утро удаляют (однако, какое-то время настоящий Дэнис всё ещё продолжает жить, хоть и очень ослабленный). Фурункул занимает место Дэниса в обществе. Он возвращается в рекламное агентство, заявляя что знает как продавать средство против прыщей: надо разрекламировать прыщи так, чтобы люди захотели их носить.

## В ролях
| Актёр                            | Роль                  |
| -------------------------------- | --------------------- |
| Ричард Гранд                     | Дэнис Даймблеби Бэгли |
| Рейчел Уорд                      | Джулия Бэгли          |
| Ричард Уилсон                    | Джон Бристол          |
| Жаклин Тонг                      | Пэни Уилсток          |
| Джон Шрэпнел                     | Психиатр              |
| Сьюзен Вултридж                  | Моника                |
| Хью Армстронг                    | Гарри Уакс            |
| Мик Форд                         | Ричард                |
| Жаклин Пирс                      | Мод                   |
| Кристофер Саймон                 | Официант              |
| Шон Бин                          | Ларри Фиск            |
| Джонс Терри (в титрах не указан) | Мужчина в трамвае     |
| Полин Мелвилл                    | Г-жа Уоллес           |